# Xã Isabel, Quận Benson, Bắc Dakota
Xã Isabel (tiếng Anh: Isabel Township) là một xã thuộc quận Benson, tiểu bang Bắc Dakota, Hoa Kỳ. Năm 2010, dân số của xã này là 46 người.